# Король, який хотів одружитися зі своєю донькою
«Король, який хотів одружитися зі своєю донькою» — шотландська казка, зібрана Джоном Френсісом Кемпбеллом у «Популярних оповідях Західного Нагір'я», де його інформатором була Енн Даррок з Айлі.
За класифікацією Аарне-Томпсона це казка типу 510B, «неприродне кохання». Інші казки цього типу: «Ситникова Шапочка», «Котяча Шкіра», «Маленька Котяча Шкурка», «Різношерстка», «Осляча Шкура», «Ведмедиця», «Дрантя», «Моховик», «Принцеса, що носила сукню з кролячої шкурки», «Ведмідь», «Принцеса в шкіряному вбранні».

## Сюжет
Колись давно король втратив дружину і заявив, що не одружиться ні з ким, хто не підійде йому за одягом покійної. Одного разу їхня донька приміряла сукню і виявила, що вона їй підходить. Батько заявив, що одружиться з нею. За порадою своєї прийомної матері, вона почала вимагати від нього одяг: сукню з лебединого пуху, сукню з пухівки вузьколистої, шовкову сукню, яка б стояла на землі з золотом і сріблом, золоті черевички і срібні черевички, а також скриню, яка б зачинялася зсередини і ззовні, і подорожувала по землі і по морю. Отримавши скриню, вона поклала туди свій одяг, сіла сама і попросила батька пустити її в море, щоб побачити, як добре вона працює. І скриня віднесла її на інший берег.
Хлопчик-пастушок міг би її зламати, але вона вмовила його покликати замість себе батька. Вона залишилася з батьком на деякий час, а потім пішла на службу до королівського дому, на кухню. Вона відмовилася йти на проповідь, бо мала пекти хліб, і крадькома пішла, одягнена в лебединий пух, і королівський син закохався в неї. Вона пішла ще раз, у сукні з болотяного канаху, а потім у золотій та срібній сукні з черевичками, але на третій раз королівський син виставив варту, і вона втекла, але залишила черевичок позаду.
Коли королівський син спробував його на жінках, пташка проспівала, що це не та жінка, а служниця на кухні. Усім жінкам це не вдалося, і він захворів. Його мати пішла на кухню поговорити, і принцеса попросила спробувати. Вона вмовила сина, і він погодився. Вони одружилися і жили довго і щасливо.

## Аналіз

### Казковий тип
У своєму путівнику по народних казках 1987 року фольклорист Д. Л. Ешліман класифікував казку, за міжнародним індексом Арне-Томпсона, як тип АТ 510B, «Король намагається одружитися на своїй дочці», таким чином пов'язаний з французькою казкою «Осляча Шкура» Шарля Перро та іншими варіантами, такими як «Різношерстка», «Ситникова Шапочка», «Моховик», «Ведмідь» і «Ведмедиця».

## Варіанти

### Шотландія
У низинній шотландській казці, зібраній Робертом Чемберсом під назвою «Рогозянка», Рогозянка — це дочка короля, яка не любить свого нареченого. Курка-довгожителька радить їй попросити у нього «вбрання з чистого золота», вбрання з пір'я небесних птахів, вбрання з рогози і пару капців. Наречений дає їй все, що вона просила, і Рогозянка вирушає з дому до іншого замку, де працює на кухні, миє посуд і готує їжу. Через деякий час король другого королівства йде до церкви суботу, і фея з'являється до Рогозянки і переконує її піти до церкви у вбранні, яке вона отримала від свого нареченого: перший раз у вбранні з «чистого золота», другий раз у вбранні з пташиного пір'я, третій раз у вбранні з рогози і в капцях. Втретє королівський син йде за нею, коли вона намагається вислизнути з церкви, і хапає один з її черевиків, перш ніж вона зникне. Він заявляє, що одружиться з тією, яка влізе в черевичок. Королівський син скликає панянок до двору, щоб приміряти черевичок, і дочка куховарки видає себе за його справжню власницю, але пташине воркування викриває обман. Королівський син іде на кухню, знаходить за казаном Рогозянку і приміряє черевичок на неї. Він їй підходить. Вони одружуються.

### Ірландія
В ірландській казці з графства Корк під назвою «Рогозянка» у короля та королеви є дочка. Королева просить свого чоловіка одружитися лише з тією, яка підійде до її пари скляних черевичків, а потім помирає. Одного дня король вирушає до доньки і бачить, що принцеса взула черевички своєї покійної матері. Згадавши про обіцянку дружини, він вирішує одружитися з власною донькою. Принцеса біжить плакати в сад, і їй з'являється її мертва мати. Дух королеви радить їй попросити сукню кольору кожної пташки в повітрі, потім сукню кольору кожної риби в морі, а наостанок — золоту сукню. Король дає доньці сукні, а вона йде з дому в поле, де росте конопля, і шиє собі сукню з коноплі. Дух матері радить їй знайти роботу в сусідньому королівському замку. Її починають називати «Рогозянка», і вона виконує найрізноманітнішу роботу. Через три місяці король готує грандіозний бал, і Рогозянка йде в першій сукні верхи на коні, якого дає їй дух матері, але вона може залишатися там лише до третього удару годинника. Протягом наступних шести місяців відбуваються ще два бали, які відвідує Рогозянка. Король зачаровується таємничою жінкою, яка прийшла на три бали, і присягається знайти її. Він заручається з жінкою і вирішує випробувати її: переодягнеться старою жінкою, прикинеться хворим і попросить жінку приглянути за «нею». Жінка лише бурчить, і король відпускає її. Те ж саме відбувається з другою жінкою. Власна мати короля пропонує йому випробувати Рогозянку. Принцеса дуже дбайливо ставиться до нього в маскуванні, і згодом вони одружуються.

### Літературні версії
Варіант був опублікований у книзі «Оповідання старого Туле» під назвою «Рогозянка». У цій казці старий король Туле має прекрасну дружину та дочку. На смертному одрі королева змушує короля пообіцяти одружитися на тій, яка підійде до її сукні. Після її смерті король намагається знайти нову дружину, попросивши жінок приміряти сукню мертвої королеви, але жодна не підходить. Таємно принцеса одягає сукню своєї померлої матері, і вона підходить. Побачивши, що сукня підходить, він вирішує одружитися на власній дочці. Почувши це, принцеса біжить до лісу ридати. Їй з'являється маленький дідо і радить їй попросити в короля сукню та черевики з рогози («ситника»), потім сукню та черевики кольору всіх птахів небесних і, нарешті, сукню та черевики з тканого золота. Король влаштовує три сукні зі старою відьмою і готує своє весілля. Потім дідо радить принцесі одягнути одяг з рогози, втекти із замку та зустрітися з ним у лісі, бо він буде у формі птаха. Сталося так, і принцеса втекла. Повернувшись у замок, стара відьма зустрічає короля і стає його дружиною, і змушує короля пообіцяти зробити їхнього сина Джамука, зведеного брата принцеси, своїм спадкоємцем. Тим часом принцеса та пташка — Джамук — знаходять роботу на кухні в замку короля Шотландії. Через деякий час усі йдуть до церкви, залишивши Рогозянку. Вона одягає свої найкращі сукні і двічі ходить до церкви, вдруге втрачаючи одну зі своїх туфель. Після того, як жінка та її дочка намагаються обманом змусити короля взути туфлі, Джамук у формі птаха розкриває обман і направляє короля до Рогозянки як до його справжньої нареченої.